# Dixie 400 1966
Dixie 400 1966 var ett stockcarlopp ingående i Nascar Grand National Series (nuvarande Nascar Cup Series) som kördes 7 augusti 1960 på den 1,5 mile (2,414 km) långa ovalbanan Atlanta International Raceway som är belägen utanför Hampton i Georgia. Totalt avverkades 400,5 miles (644,542 km) fördelat på 267 varv. Banunderlaget var asfalt. Loppet vanns av Richard Petty i en Plymouth på tiden 3:04.30 körande för Petty Enterprises. Det var Pettys 48:e vinst av totalt 200 i karriären. Pettys snitthastighet uppgick 130,244 mph. Prispotten uppgick till 54 200 dollar, varav 13 525 dollar gick till segraren.

## Resultat
| Plc     | Nr | Förare           | Team/ bilägare              | Konstruktör | Start | Varv | Ledda varv |
| ------- | -- | ---------------- | --------------------------- | ----------- | ----- | ---- | ---------- |
| 1       | 43 | Richard Petty    | Petty Enterprises           | Plymouth    | 5     | 267  | 90         |
| 2       | 3  | Buddy Baker      | Fox Racing                  | Dodge       | 6     | 267  | 62         |
| 3       | 98 | Sam McQuagg      | Nichels Engineering         | Dodge       | 9     | 260  | 0          |
| 4       | 48 | James Hylton     | Bud Hartje                  | Dodge       | 17    | 259  | 0          |
| 5       | 04 | Jerry Grant      | Tom Friedkin                | Plymouth    | 16    | 255  | 1          |
| 6       | 67 | Buddy Arrington  | Arrington Racing            | Dodge       | 20    | 254  | 0          |
| 7       | 34 | Wendell Scott    | Scott Racing                | Ford        | 38    | 251  | 0          |
| 8       | 89 | Eddie MacDonald  | Buck Baker Racing           | Chevrolet   | 13    | 251  | 0          |
| 9       | 87 | Buck Baker       | Buck Baker Racing           | Oldsmobile  | 33    | 249  | 0          |
| 10      | 2  | Bobby Allison    | J.D. Bracken                | Chevrolet   | 21    | 248  | 0          |
| 11      | 51 | Bob Derrington   | Bob Derrington              | Chevrolet   | 14    | 242  | 0          |
| 12      | 19 | J.T. Putney      | J.T. Putney                 | Chevrolet   | 29    | 241  | 0          |
| 13      | 06 | Johnny Wynn      | John McCarthy               | Mercury     | 26    | 233  | 0          |
| 14      | 44 | Larry Hess       | Larry Hess                  | Ford        | 28    | 226  | 0          |
| 15      | 97 | Henley Gray      | Gray Racing                 | Ford        | 27    | 216  | 0          |
| 16      | 16 | Darel Dieringer  | Bud Moore Engineering       | Mercury     | 10    | 211  | 15         |
| 17      | 73 | Jimmy Helms      | David Warren                | Ford        | 39    | 209  | 0          |
| 18      | 46 | Roy Mayne        | Tom Hunter                  | Chevrolet   | 25    | 207  | 0          |
| 19      | 88 | Neil Castles     | Buck Baker Racing           | Chevrolet   | 30    | 183  | 0          |
| 20      | 95 | E.J. Trivette    | Gene Cline                  | Ford        | 41    | 183  | 0          |
| 21      | 18 | Stick Elliott    | Toy Bolton                  | Chevrolet   | 23    | 149  | 0          |
| 22      | 70 | J.D. McDuffie    | McDuffie Racing             | Ford        | 42    | 148  | 0          |
| 23      | 26 | Fred Lorenzen    | Junior Johnson & Associates | Ford        | 3     | 139  | 24         |
| 24      | 13 | Curtis Turner    | Smokey Yunick Racing        | Chevrolet   | 1     | 130  | 60         |
| 25      | 7  | Bobby Johns      | Shorty Johns                | Chevrolet   | 11    | 117  | 0          |
| 26      | 14 | Jim Paschal      | Tom Friedkin                | Plymouth    | 7     | 108  | 15         |
| 27      | 49 | G.C. Spencer     | GC Spencer Racing           | Plymouth    | 34    | 106  | 0          |
| 28      | 42 | Marvin Panch     | Petty Enterprises           | Plymouth    | 8     | 98   | 0          |
| 29      | 33 | Eldon Yarbrough  | Curtis Satterfield          | Chevrolet   | 19    | 74   | 0          |
| 30      | 64 | Elmo Langley     | Langley-Woodfield Racing    | Ford        | 18    | 67   | 0          |
| 31      | 79 | Frank Warren     | Harold Rhodes               | Chevrolet   | 22    | 66   | 0          |
| 32      | 74 | Earl Brooks      | Gene Black                  | Ford        | 37    | 58   | 0          |
| 33      | 39 | Bunkie Blackburn | J.H. Crawford               | Chevrolet   | 12    | 52   | 0          |
| 34      | 38 | Wayne Smith      | Archie Smith                | Chevrolet   | 31    | 44   | 0          |
| 35      | 71 | Earl Balmer      | K&K Insurance Racing        | Dodge       | 2     | 41   | 0          |
| 36      | 24 | Tiny Lund        | Betty Lilly                 | Ford        | 35    | 41   | 0          |
| 37      | 65 | Darrell Bryant   | Arrington Racing            | Dodge       | 40    | 17   | 0          |
| 38      | 4  | John Sears       | DeWitt Racing               | Ford        | 24    | 15   | 0          |
| 39      | 99 | Paul Goldsmith   | Nichels Engineering         | Plymouth    | 4     | 14   | 0          |
| 40      | 09 | Friday Hassler   | Red Sharp                   | Chevrolet   | 32    | 13   | 0          |
| 41      | 20 | Clyde Lynn       | Negre Racing                | Ford        | 36    | 12   | 0          |
| 42      | 63 | Larry Manning    | Bob Adams                   | Plymouth    | 15    | 11   | 0          |
| 43      | 12 | LeeRoy Yarbrough | Jon Thorne                  | Dodge       | 43    | 0    | 0          |
| 44      | 6  | David Pearson    | Cotton Owens                | Dodge       | 44    | 0    | 0          |
| Källor: |    |                  |                             |             |       |      |            |